# Periker
Periker je jedna od najstarijih pasmina golubova, nastala u Indiji, odakle su njegove pretke nizozemski i belgijski pomorci donijeli u 16. stoljeću u Europu. Ova pasmina je u Europi našla mnogo ljubitelja u svim zemljama, a naročito u Engleskoj i Njemačkoj gdje su im ondašnji uzgajivači dali današnji oblik. Ova pasmina je pogodna za ograđene prostore, volijere i prostrane golubnjake. Periker pogodan za uzgoj, a roditelji veoma dobro hrane svoje mladunce, ali treba pripaziti da ih prilikom hranjenja ne zalijepe za prednji dio perike i tako iznesu iz gnijezda. 
U vrijeme hranjenja mladih roditelji su prljavi i neugledni i neki uzgajivači im režu perike. To je korisan potez ali unakažava cijelo jato koje se drži upravo zato da bi se uživalo u njegovoj ljepoti i ukrasu - perici. Bolje je podmetati jaja ove pasmine pod golubova druge pasmine. Ove golubove treba umjereno hraniti, jer su suviše uhranjeni primjerci tromi i opuštenog i labavog perja pa je njihov izgled manje privlačan. 
Uzgojem se nastoje dobiti fine i vitko građene jedinke, po mogućnosti što sitnijeg tijela, što manjeg stasa, ne predugog tijela, s uskim grudima, dugim i unazad savijenim vratom i dugim i bogatim perjem glavnog ukrasa ove pasmine - perike. 
Cijelo tijelo ove pasmine je usko, što manje, s niskim nogama, ponosnog, izazovnog i uspravnog stava. Treba davati dojam vatrenog, zauzdanog konjića. Perika je najvažnija točka za ocjenjivanje ovih golubova na izložbama. Mora biti dugog, mekog perja, puna, dobro razdjeljena i s obje strane glave ravnomjerno razvijena tako da podsjeća na cvijet krizanteme. Perika se sastoji od četiri djela: kape, lanca ili spojnice, grive i ruže. Standardne boje su crna, crvena, žuta i plava u kombinaciji s bijelom a ima i bijelih jednobojnim kao i šarenih u raznim kombinacijama.